# 二条通

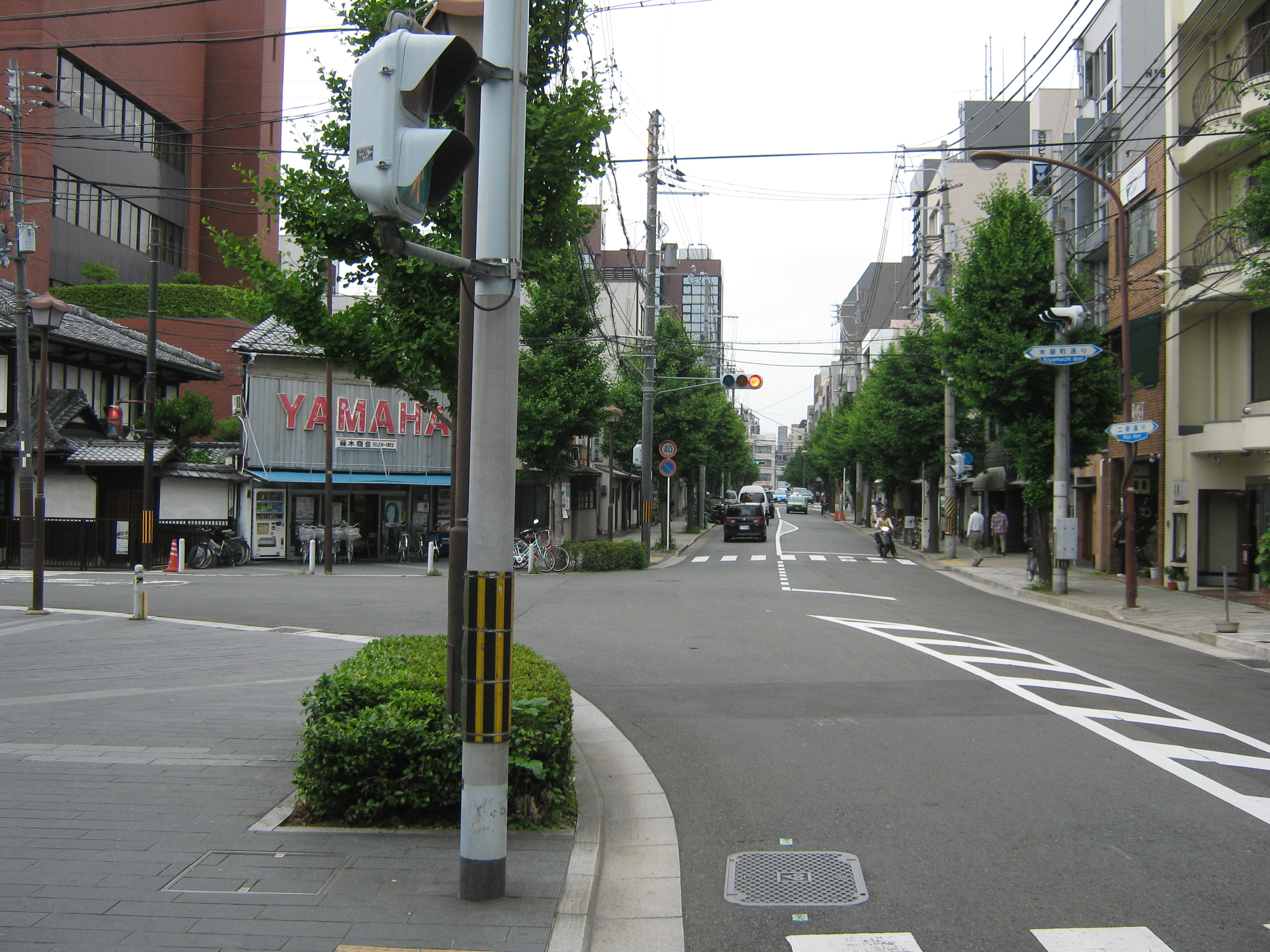
二条木屋町より西方向を見る、左端の建物は島津製作所創業記念館

二条通（にじょうどおり）は京都市の主要な東西の通りの一つ。平安京の二条大路（にじょうおおじ）にあたる。平安京大内裏の南を東西に走り、朱雀大路に次ぐ広い通りだった。東は白川通から西は堀川通を超え二条城正面まで続いている。
二条城以西の千本通から西にも旧二条通があり、朱雀二条商店街振興組合という商店街がある。また、御前通から西には新二条通もあるが、二条通から旧二条通や新二条通を経由し広隆寺に向かう道は太子道とも呼ばれる。近年新しく開通した葛野大路通の葛野大路二条の交差点付近にも二条を冠した町名があり、平安京の名残を伝えている。
東端の左京区岡崎は六勝寺の跡地である。ここにはロームシアター京都・京都市美術館・京都国立近代美術館・京都市動物園など、やや北に位置する平安神宮とともに明治以降に作られた文化施設が建ち並ぶ。
寺町通の南東角には、梶井基次郎の小説『檸檬』で主人公がレモンを買い求めた果物屋「八百卯」が長きにわたって店を構えていたが、2009年1月25日に閉店している。

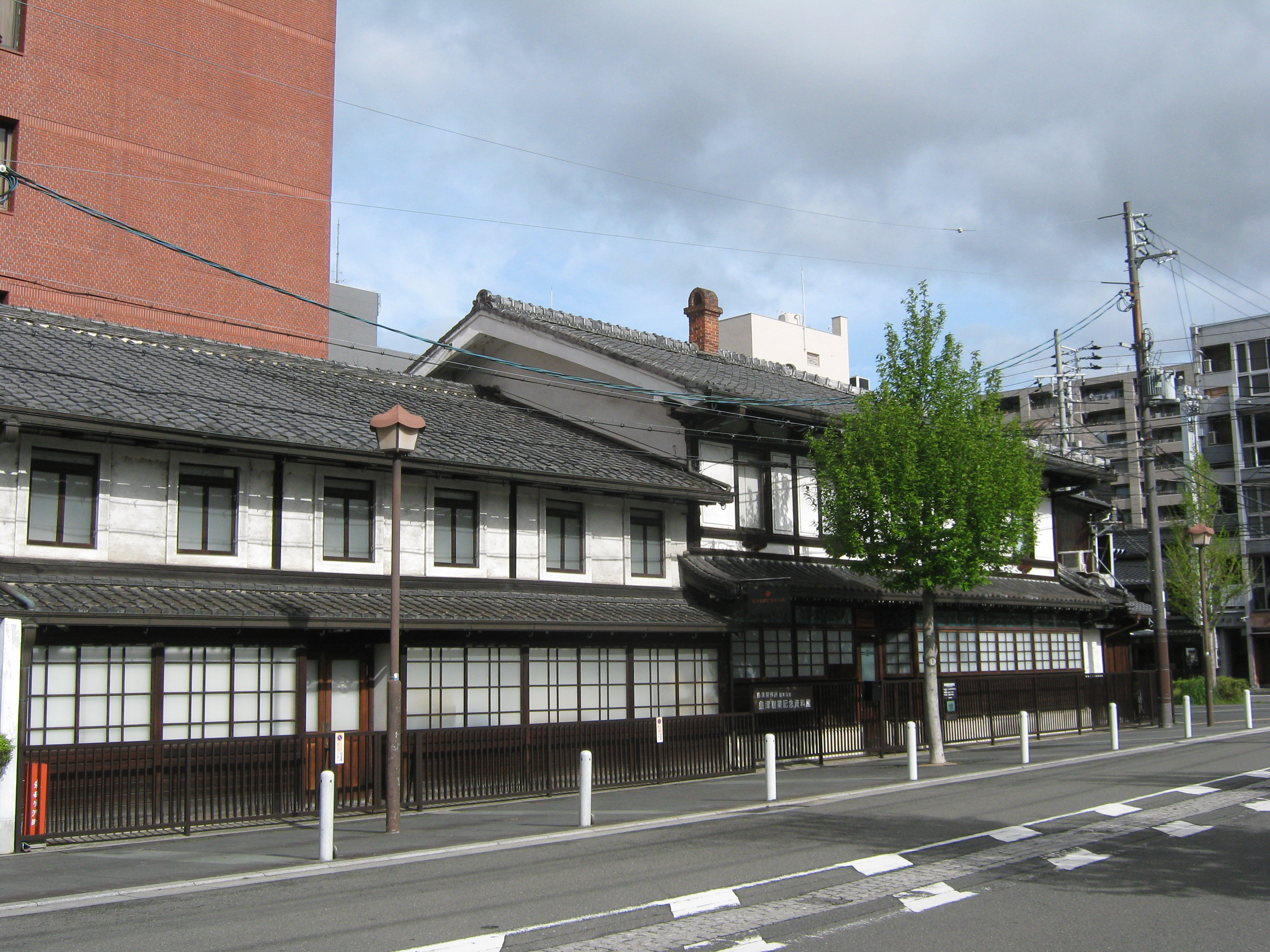
島津製作所創業記念館

## 沿道の主な施設
- 京都市動物園
- 京都市美術館
- 京都府立図書館
- ロームシアター京都
- 京都市勧業館（みやこめっせ）
- ザ・リッツ・カールトン京都 (旧ホテルフジタ京都)
- 日本銀行京都支店
- 島津製作所創業記念館
- ホテル ザ ミツイ キョウト (旧京都国際ホテル)
- 二条城